# Leo Carruthers
Pour les articles homonymes, voir Carruthers.
 (juillet 2024).
Leo Martin Carruthers est professeur émérite de l’université Paris-Sorbonne (Paris 4), où il a exercé de 1994 à 2016 en tant que professeur de langue, littérature et civilisation anglaises du Moyen Âge.

## Biographie et carrière

### Biographie
Né à Dublin (Irlande) le 24 novembre 1949, Leo Carruthers est diplômé de l’University College, Dublin, partie constituante de l’université nationale d'Irlande : il est bachelor of arts (licencié ès lettres, 1971) et master of arts (maître ès lettres, 1972), en anglais et histoire. Depuis 1977, il poursuit ses recherches en France, à l’université Paris-Sorbonne (Paris 4), où il obtient d’abord le titre de docteur de 3e cycle en littérature comparée (1980), puis celui de docteur d’État en littérature médiévale anglaise (1987).

### Carrière et responsabilités administratives
Après avoir enseigné l’anglais de spécialité à Paris, à l’IUT et dans des instituts de formation professionnelle (1977-1983), il est nommé à l’IUT d'Amiens (1983-1989). Il enseigne également à la faculté de lettres d'Amiens, où il est élu professeur des universités en 1989. En 1994, il succède à André Crépin, dans le poste de professeur d’études médiévales anglaises, à Paris-Sorbonne (Paris 4).
Au cours de sa carrière à la Sorbonne, Leo Carruthers a exercé des responsabilités administratives :
- directeur du CEMA (Centre d’études médiévales anglaises), dans le cadre duquel il a organisé de nombreux colloques internationaux
- directeur-adjoint des PUPS (Presses de l’université Paris-Sorbonne)
- directeur-adjoint de l’École doctorale no. 1 (Mondes anciens et médiévaux)
- membre élu, à plusieurs reprises, du conseil d’administration et du conseil scientifique
- membre du conseil de l’UFR d’anglais
- membre délégué, représentant le conseil scientifique, du conseil des sports
- membre délégué, représentant Paris 4, des conseils d’administration de la bibliothèque interuniversitaire de la Sorbonne et de la bibliothèque Sainte-Geneviève
- président du jury de licence d’anglais de l’Institut catholique de Paris, représentant Paris 4.

Il a également assuré plusieurs missions, en tant qu’expert d’anglais, auprès du ministère de la Recherche, de l’AERES et de l’HCERES (France).

### Direction de thèses et dossiers d’habilitation
Leo Carruthers a dirigé 25 thèses de doctorat en études médiévales anglaises, en linguistique, en littérature, et en histoire.
Il a participé au jury de 37 autres thèses de doctorat, souvent en tant que prérapporteur ou comme président du jury, dont la plupart en France, à deux exceptions près (pour des thèses d’anglicistes en Espagne).
Habilitations à diriger les recherches (HDR) : Leo Carruthers a été garant (directeur) pour six HDR soutenues à Paris-Sorbonne, ainsi que membre ou président du jury pour cinq autres HDR dans différentes universités françaises.

### Bureaux des associations scientifiques
Sur le plan associatif national et international, Leo Carruthers a exercé les fonctions suivantes :
- APLIUT (Association des professeurs de langues des IUT) : délégué régional de Paris (1983-1989) ; rédacteur-adjoint des Cahiers de l'APLIUT (1985-1989).
- IMSSS (International Medieval Sermon Studies Society) : l’un des fondateurs (en 1988), il est élu premier président (1988-1996) ;
- AMAES (Association des médiévistes anglicistes de l’enseignement supérieur) : vice-président (1996-2006), puis président (depuis 2006) ;
- SIA (Société internationale arthurienne), vice-président de la section française (1999-2014).
- Sequentia : président de l’association française depuis 2004. De renommée internationale, Sequentia est un ensemble choral de chant médiéval, fondé par l’interprète américain Benjamin Bagby (en) en 1977, reconstitué en association française en 2004.

### Distinctions
Leo Carruthers est nommé chevalier de l’ordre des Palmes académiques en 2003, et officier dans le même ordre en 2014. Il devient professeur émérite en 2016.

## Travaux et publications

### Ouvrages
- La Somme le Roi et ses traductions anglaises : étude comparée, Paris : AMAES 12, 1986, iii+180 p.
- Jacob's Well : étude d'un sermonnaire pénitentiel anglais du XVe siècle. Thèse d'État soutenue à l'Université de Paris-Sorbonne, juin 1987.
- L'Anglais médiéval : introduction, textes commentés et traduits, Turnhout & Paris : Brepols (L'Atelier du Médiéviste nº 4), 1997, 256 p. (Recension: Crépin, André, « Carruthers, Leo. L'anglais médiéval (compte-rendu) ». Bulletin des Anglicistes Médiévistes / Études Médiévales Anglaises, no 51, 1997, p. 56-57)
- Beowulf [introduction et étude], Paris : CNED/Didier-Concours, 1998, 98 p.
- Reading EVERYMAN, Paris : Atlande (Collection Clefs Concours), 2008, 188 p.
- Reading the Middle English Breton Lays and Chaucer’s Franklin’s Tale, Paris : Atlande (Collection Clefs Concours), 2013, 190 p.

### Direction d’ouvrages
- Heroes and Heroines in Medieval English Literature: A Festschrift Presented to André Crépin (dir.), Woodbridge: Boydell & Brewer, 1994, xi+172 p.
- La Ronde des Saisons (dir.), Paris : PUPS, 1998, 120 p.
- Rêves et prophéties au Moyen Âge (dir.), Paris : AMAES 22, 1998, 150 p.
- Justice et injustice au Moyen Âge (dir.), Paris : AMAES, HS5, 1999, 178 p.
- Prologues et épilogues (co-dir. Adrian Papahagi), Paris : AMAES 24, 2001, 192 p.
- Anges et démons au Moyen Âge (dir.), Paris : PUPS, 2002, 190 p.
- Paroles et silences (co-dir. Adrian Papahagi), Paris : AMAES, HS 10, 2003, 257 p.
- Jeunesse et vieillesse : images médiévales de l’âge (co-dir. Adrian Papahagi), Paris : L’Harmattan, 2005, 199 p.
- Un espace colonial et ses avatars : naissances d'identités nationales. Angleterre, France et Irlande (Ve – XVe siècles), co-dir. Fl. Bourgne, Arlette Sancery, Paris : PUPS, 2008, 316 p.
- Palimpsests and the Literary Imagination of Medieval England: Collected Essays, codirigé avec Raeleen Chai-Elsholz et Tatjana Silec, London & New York: Palgrave-Macmillan (New Middle Ages Series), 2011, 285 p.
- Voix de femmes au Moyen Âge (dir.), Paris : AMAES 32, 2011, 267 p.

### Traductions

#### Traductions
- « The Wanderer / La Plainte de l'Errant », traduit du vieil-anglais, in Marguerite-Marie DUBOIS, La Chronique d'Ingulf, Nancy : AMAES (Collection GRENDEL nº 4, 2000, 288-293). Sa traduction de The Wanderer a été projetée en surtitres lors du concert en langue ancienne donné par Benjamin BAGBY au Musée de Cluny, Paris, le 16 janvier 2015.
- « Aube prochaine / Foredawn ». Traduit du français. Analyse d'un poème de Marguerite-Marie Dubois in Bulletin de la Société de Stylistique Anglaise, 22, 2001, p. 13-19.
- Traduction anglaise de nombreux abstracts d’articles dans Les Fous d'amour, éd. Claire Kappler & Suzanne Thiolier-Méjean, Paris : L’Harmattan (Coll. Logiques du Spirituel), 2007, p. 403-416.
- « Cædmon’s Hymn / Le Chant de la Création ». Traduit du vieil anglais pour une récitation publique en français par Benjamin Bagby, directeur de SEQUENTIA (ensemble de chant médiéval), lors du colloque ‘Reconstituer la musique ancienne’ en Sorbonne, 5-6 juin 2008.
- Pearl / Perle, édition bilingue français/moyen anglais, Paris : PUPS, 2024, 98 p.

### Publications électroniques
- ABES (Annotated Bibliography for English Studies), bibliographie sur CD-ROM, dir. Robert Clark, publiée par Swets & Zeitlinger, puis Routledge (Oxford). Responsable de la section médiévale anglaise pour la recension des publications en France (de 1997 à 2004).
- Rapport sur « Les études médiévales anglaises en France ». Document pour le Livre blanc sur la recherche anglophone dans les universités françaises, Paris : SAES, 2000. Publication électronique sur le site de la SAES : www.univ-pau.fr/saes/pb/rech2001.htm.
- « A Concise History of the International Medieval Sermon Studies Society (IMSSS) ». Publication électronique en 2004 sur le site www.sermon-studies.de (12 pages). Révisions et mises à jour publiées sur le nouveau site de l’IMSSS, www.imsss.net, en 2006, 2008 et 2010 (17 pages).
- « Old English Studies in France: a Survey », par André Crépin et Leo Carruthers. Publication électronique dans The Old English Newsletter, vol. 40.3, Spring 2007. Journal sur papier, désormais en ligne à l’adresse http://www.oenewsletter.org/OEN/, édité par Roy LIUZZA, Université de Tennessee à Knoxville (USA).
- « The Battle Abbey Roll (Le Rôle de l’abbaye de la Bataille) », introduction et présentation du texte annoté fondé sur l’édition du ms. Auchinleck (National Library of Scotland, ms. Advocates 19.2.1), mises en ligne sur le site web du CÉMA, http://www.cema.paris4.sorbonne.fr, sous-projet TREMA, 2011, p. i-vi (introduction), p. 1-12 (texte annoté).
- « The Sayings of the Four Philosophers (Les Dits des quatre philosophes) », introduction et traduction du texte annoté fondé sur l’édition du ms. Auchinleck (National Library of Scotland, ms. Advocates 19.2.1), en ligne sur le site web du CÉMA, http://www.cema.paris4.sorbonne.fr, sous-projet TREMA, 2011, p. i-iii (introduction), p. 1-7 (texte annoté).
- « The Four Foes of Mankind (Les Quatre ennemis de l’homme) », double traduction anglaise et française du texte moyen-anglais, avec introduction et notes, fondée sur l’édition du ms. Auchinleck (National Library of Scotland, ms. Advocates 19.2.1), en ligne sur le site web du CÉMA, http://www.cema.paris4.sorbonne.fr, sous-projet TREMA, 2014, 17 pages (8 pages pour les deux traductions, 9 pages pour l’introduction et les notes).

### Publications spécifiques sur Tolkien
- « Beowulf as inter-text in Tolkien’s mythology. », Bulletin des Anglicistes Médiévistes / Études Médiévales Anglaises, 1998, no 54, p. 1–20.
- J.R.R. Tolkien. Faërie et autres textes, nouvelle trad. française coordonnée par Vincent Ferré, Paris : Christian Bourgois, 2003. Consultation, correction et traductions ponctuelles.
- Les Lettres de JRR Tolkien, trad. française coordonnée par Vincent Ferré, Paris : Christian Bourgois, 2005. Consultation, correction et traductions ponctuelles.
- Tolkien et le Moyen Âge (dir.), Paris : CNRS Éditions, 2007, 332 p.
- « Ælfwine de Leithian et la Chronique anglo-saxonne. », Tolkien aujourd’hui, dir. Vincent Ferré, Charles Ridoux et Michaël Devaux. Presses universitaires de Valenciennes, 2011, p. .
- Tolkien et la religion. Comme une lampe invisible, Paris : PUPS, 2016, 314 p. (Recension: Bonet, Alain. « Leo Carruthers, Tolkien et la religion. Comme une lampe invisible (compte rendu) ». Bulletin des Anglicistes Médiévistes / Études Médiévales Anglaises, no 89, 2016, p. 107-110)
- « Homme elfique, peuple elfique. Sire Gauvain et le Chevalier vert. », Fées, navigateurs & autres miscellanées en Terre du Milieu, dir. Romaine Casademont, Didier Willis, Mahdî Brecq et Leo Carruthers, Le Dragon de Brume, 2017, p. 129–46.
- « Tolkien et la prière: transcriptions et traductions. »,  L’Arc et le Heaume. Prières & Calligraphies elfiques, no HS3, décembre 2022.
- « Le Troisième Âge comme Medium Ævum: Des Âges de la Terre du Milieu à ‘nos Jours.’ », Tolkien et l’Antiquité, dir. Dimitri Maillard, Classiques Garnier, 2024, p. 23–40.
- « Tolkien et Perle », Pearl / Perle, Paris : PUPS, 2024, 98 p.